# Tournoi de Compiègne
Le tournoi de Compiègne est un tournoi organisé en 1238 selon les chroniqueurs, ou en 1278 selon des historiens modernes, à l'initiative du roi de France Saint Louis.
Les descriptions contemporaines du tournoi sont particulièrements intéressantes en héraldique, car les blasons des participans y sont décrits.

## Incertitude sur l'année du tournoi de Compiègne
L'Armorial de Bavière mentionne le tournoi de Compiègne en février 1238, mais cette date est probablement erronée à cause de nombreuses armoiries qui y sont décrites et qui seraient anachroniques. La date de 1278 ou 1279 est avancée par certains historiens, ainsi les armoiries du roi de Sicile sont celles d'Anjou pour Charles Ier ; le lion de Luxembourg pour Henri de Luxembourg serait alors en référence à Henri VI, père de l'empereur Henri VII... mais cela entraine d'autres incohérences, comme la présence du roi de Navarre et comte de Champagne, dont le dernier membre mâle est décédé en 1274.

## Liste des participants
De nombreux monarques ou hauts-dignitaires sont réunis à l'occasion de ce tournoi :
- Saint Louis, roi de France ;
- Henri III, roi d'Angleterre ;
- Alphonse, roi de Castille et León ;
- Jacques Ier roi d'Aragon ;
- Alexandre II roi d'Écosse ;
- Frédéric II empereur du Saint-Empire et roi de Sicile ;
- Thibaut Ier, comte de Champagne et futur roi de Navarre ;
- le maître de l'ordre du Temple

Les chevaliers participants au tournoi sont :

### Les chevaliers français
| - Archambaud VIII de Bourbon, seigneur de Bourbon ; - Hugues III de Rethel, comte de Rethel ; - Jean II de Nesle, comte de Soissons ; - Jean II de Pierrepont, comte de Roucy ; - Adam III de Melun, vicomte de Melun ; - Bernard de Moreuil, seigneur de Moreuil ; - Bouchard VI de Montmorency, seigneur de Montmorency ; - le seigneur de Blemys ; - Simon de Melun ; - le seigneur de Roye ; - Bernard de Moreuil ; - le seigneur Per ; - Mathis de Fris ; - le seigneur de Faylinel ; - Robert sans Avoir ; - le seigneur de Fresonsaer ; - Gobier de Monçablon ; | - le seigneur de Glacy ; - Thiébault de Frys ; - Guy Mavosius ; - Tumas de Coussy ; - Jehan de Falein ; - Pierre de Meme ; - Jehan de Nelle ; - Ravons Flammeul ; - Ambiers de Hangest ; - Mathieu de Roye ; - Colart de Moy ; - Jehan d'Aclerc ; - Robiers de Pinon ; - Ravons de Trye ; - Raons de Clermont ; - Jehan de Monçablon ; - Ravons de Nelles. |

### Les chevaliers anglais
| - Richard de Clare, Comte de Gloucester ; - Jean de Lacy, comte de Lincoln ; - Hugues de Courtenay (en) - Ravons Dases ; - Jean, Sire de Vessij ; - Rogier de Chiffort ; | - Thibault de Meletaine ; - Hugues le Despenser (en) ; - Othon de Grandson ; - Philippe de Begny ; - Guillaume de San ; - Jean Commis. |

### Les chevaliers de la Ruhr
| - Henri, duc de Limbourg ; - Otton, duc de Gueldre ; - Guillaume, comte de Juliers ; - Thierry, comte de Clèves ; - Thienemans de Dreux ; - de Juliers, seigneur de Faulquemont ; | - Guillaume de Hornes ; - Gérard de Blanckenhem ; - le seigneur de Wienembourg ; - le seigneur d'Elslo ; - le seigneur de Buesinchen ; - Jehan de Nivolrepas. |

### Les chevaliers écossais
| - Alexandre de Balens ; - Richard de Brins ; | - Gauthier Hellyboxton ; - Guillaume de Soles. |

### Les chevaliers champenois
| - Thibaut Ier, comte de Champagne et futur roi de Navarre ; - le seigneur de Joinville ; - le seigneur de Conflans ; - le seigneur de Bauçay ; - Hugues de Conflans ; - le seigneur de Crinanden ; - Nicolas Carbouge ; | - le seigneur de Châteauvillain ; - Jean de Fiel ; - Jean de Banioene ; - Jean de Châteauvillain ; - Jean de Bansay ; - Amaury de Melans. |

### Les chevaliers bretons
| - le seigneur de Loyac ; - le seigneur de Dierval ; - Ambiers le Sénéchal ; - Guy de Matefelon ; - Henry d'Orcart ; - Aimeris de Bieces ; - Olivier de Rongi ; - Olivier de Rohan ; - Helvius de Balams ; - Olivier de Rongi ; - Olivier de Rohan ; | - Helvius de Balams ; - Guillaume de Mus ; - Roland de Dinandt ; - Pierre de Tournemine ; - Godeffroid de Chastel Bruart ; - Helains de Lions ; - Payes de Malestraux ; - Guy de la Roce ; - Jehans Boterians ; - Henry de Mancourt. |

### Les chevaliers limousins
| - Bouchard, comte de Vendôme ; - Guy de Montmorency, baron de Laval ; - le seigneur de Pressegny ; - le seigneur de Mauleraies ; - le seigneur de Calcielvagant ; - Bouchez de Pressegny ; | - Thieubans de Matefelou ; - Godefroy de Dansenis ; - Guillaume de Soles ; - Guillaume de Pristi ; - Godefroit de Monbason ; - Godefroit de Vresegnie. |

### Les chevaliers brabançons
| - Henri, duc de Brabant ; - Godefroid de Brabant, frère du précédent ; - Henri de Louvain ; - Ernould de Louvain ; - Bertault de Malines ; - Henry de Malines ; - le seigneur de Kuelz ; - Artus, seigneur de Diest ; - le seigneur de Deterchem ; | - le seigneur de Leefdael ; - Jean de Leefdael ; - le seigneur de Wesemael ; - de Botersem, seigneur de Berghes ; - Arnould de Waelhem ; - Jehan de Berchem ; - Jehan de Waelhem ; - Gilles de Marbais. |

### Les chevaliers hennuyers
| - Jean d'Avesnes, comte de Hainaut ; - Henry de Luxembourg ; - Florent de Hainaut ; - Walerand de Luxembourg ; - Waultier, seigneur d'Enghien ; - le seigneur d'Antoing ; - le sénéchal de Hainaut ; - le sénéchal de Ligne ; - Symon de Lalaing ; - le seigneur de la Hamayde ; - Waultier d'Enghien, seigneur de Haverts ; - le seigneur de Haynes ; - Thibault du Faing ; - le seigneur de Prouy ; - Ostes de Trazignies ; | - le seigneur de Bousies ; - Nicolas de Bailleul ; - Gilles de Chin ; - Jehan de Barbanson ; - Gérard de Jauche ; - Jehan de Hennin ; - Alard d'Anthoing ; - Otte le Bruns ; - Waultier d'Anthoing ; - Jean de Manuy ; - Rigaus de Reux ; - Waultier de Tupigny ; - Wautier d'Enghien, seigneur de Brayne ; - Bauldewin de Fontaines. |

### Les chevaliers normands
| - Jehan dit le Preux, seigneur de Harcourt ; - Jehan de Harcourt ; - le comte d’Eu ; - le comte de Tancarville ; - le seigneur de Ferrières ; - le seigneur de Mallemains ; - Guillaume de Martel ; - Robert de Touleville ; - Fonciers Paijmans ; - Jean de Saint Martin ; - Robiers de Harcourt ; - Jehan d'Amanville ; - Robiers Barcrans ; - Pierre de Prayans ; - Ihers de Tiebouville ; | - Robiers d'Aynval ; - Ravons Vamans ; - Jean de Berancourt ; - Jehan de Ronuerol ; - Jehan Malet ; - Guillaume de Rouray ; - Ravons de Troissy ; - Jehan de Fretet ; - Frarins de Malmains ; - Guillaume Malet ; - Rogiers Valons ; - Ferans de Berancourt ; - Jehan de Sory ; - Jehan de Dere. |

### Les chevaliers bourguignons
| - le duc de Bourgogne ; - le comte de Bourgogne ; - Jehan de Grilly ; - Gaultier de Meury ; - Ansians de Garlande ; - Amez de Savoye ; | - le seigneur de Vergy ; - Guillaume de Mello ; - Hues de Peines ; - Osles de Mont-Saint-Jean ; - Jehan de Risieus ; - Lubans de Bauffremont. |

### Les chevaliers flamands
| - le comte de Namur ; - Jehan de Dampierre ; - Guillaume de Flandres ; - Philippe de Flandres ; - Baudouin de Flandres ; - Michil, connétable de Flandres ; - de Wavrain, sénéchal de Flandres ; - Gérard Vilain, châtelain de Gand ; - le vicomte d'Audenaerde ; - le châtelain de Douay ; - le châtelain de Courtray ; - le seigneur de Roden ; - le seigneur d'Escornay ; - le seigneur de Maldeghem ; | - le seigneur de Haveskercke ; - le seigneur de Watervliet ; - Jehan de Ghistel ; - Helius de Wavrin ; - Rasses de Liedekercke ; - Ernould d'Audenaerde ; - Gérard de Demans ; - Helin de Chisoing ; - Jehan de Mortaigne ; - Rasses de Liedkercke ; - Guillaume de Loqueren ; - Pierre de Douay ; - Gérard de Roden ; - Olivier d'Escouves. |

### Les chevaliers artésiens
| - Robert d'Artois, comte d'Artois ; - Jean de Châtillon, comte de Saint-Pol ; - le comte de Guînes ; - Hues de Saint-Pol ; - Baulduin de Guînes ; - Guy de Saint-Pol ; - Jean de Guînes ; - Jacob de Saint-Pol ; - le seigneur de Harchicourt ; - le seigneur de Croisilles ; - le châtelain de Saint-Omer ; | - le châtelain d'Arras ; - le châtelain de Lens ; - le châtelain de Beaumez ; - Eustache de Noeufville ; - Florens de Varenne ; - Aubiers de Longueval ; - Jean de Brenis ; - Bouldouin de Rolaincourt ; - Robiers de Bretaigne ; - Gilles de Mailly ; - Jehan de Mailly. |

### Les chevaliers toulousains
| - le comte de Foix ; - le vicomte de Poix ; | - le seigneur de Rocheguiart ; - le seigneur de Pickinies. |

### Les chevaliers picards
| - le comte de Boulogne ; - le seigneur de Fiennes ; - le seigneur de Cayeux ; - le comte d'Aumale ; | - Rogers de Fiennes ; - Richard de Boubers ; - Robiers de Biauvais ; - Estienne de Mareuil. |

### Les chevaliers poitevins
| - le prince de Salerne ; - le comte de Lamarche ; - le vicomte de Thouars ; - le seigneur de Craon ; - Guy de Lamarche ; - le seigneur d'Aspremont ; - le seigneur de Rochefort ; - le seigneur de Rufin ; - Pierre de Saint-Falais ; - Guillaume l'Archevêque ; - Icier de Maugnac ; | - Godefroy de Meremonde ; - Guy de Rocheguart ; - Soihaus Chabot ; - Baudron Fourin ; - Guillaume de la Roche ; - Herman Janius ; - Bertrand de Demonleny ; - Guillaume Qienin ; - Robiers Demantas ; - Savari de Vinone ; - Gérard Chabit. |

### Les chevaliers berrichons
| - le vicomte de Brosse ; - le vicomte de Tremblay ; - le seigneur de Savengy ; - le seigneur de Vergy ; - le seigneur de Denon ; - Jehan de Sory ; - le seigneur de Poisy ; - Robiers de Bources ; - Guillaume de Savengy ; - Guis de la Roche ; | - Ansians de Lille ; - Guillaume Crepy ; - Eudes de Sory ; - Jehan de Lille ; - Robiers de Veslande ; - Thibault de Malgy ; - Louys de Mangy - Jehan de Crepi ; - Jehans de Bruyers ; - Jehan de Fantelly. |

### Les chevaliers beauvaisiens
| - le châtelain de Beauvais ; - le seigneur de Molaines ; - Le seigneur de Poix ; - Jehan de Maigelers ; - le seigneur de Milly ; - Gobiers (Gobert) d'Argies (Dargies); | - Mahieus de Muydeblet ; - Pierre de Molaines ; - Watier de Milly ; - Raous de Fourmelles ; - Jehan d'Argies (Dargies) ; - Raous d'Astrées. |

### Les chevaliers lorrains
| - le duc de Lorraine ; - le duc d'Ardenne ; - le landgrave de Hessen ; - le comte de Bar ; - le comte de Looz ; - le comte de Salm ; - le comte d'Arnsberg ; - de Salm ; | - le comte de Dreux ; - Henry de Bar ; - Godefroy de Looz ; - Joffrois Daspiemont ; - Jamais de Saysanne ; - Jehans de Gavres ; - le seigneur de Relly ; - le seigneur de Rumes. |